# 게르하르트 리프만

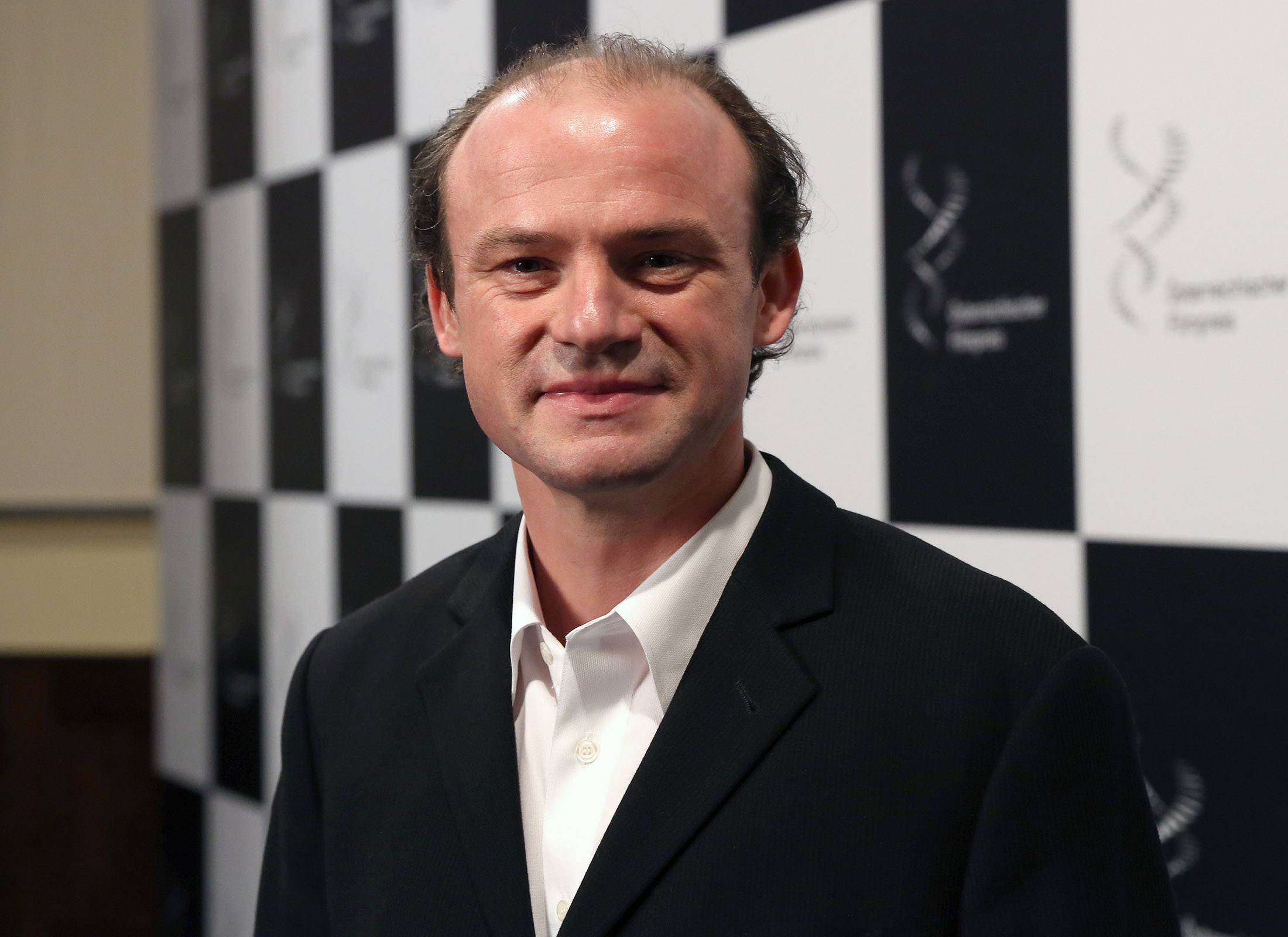

게르하르트 리프만(독일어: Gerhard Liebmann, 1970년 4월 20일 ~ )은 오스트리아의 배우이다.
그라츠에서 태어났다.

## 영화
- 블러드 글래셔: 알프스의 살인빙하 (2013년)
- 숨결 (2011년)
- 더 본 맨 (2009년)
- 루르드 (2009년) - 피터 니글 역
- 은행을 털어라 (2000년)
- 포이즈너 (1998년)